# Herbert Prinz
Herbert Prinz (* 2. April 1947 in Iserlohn) ist ein ehemaliger deutscher Eishockeytorwart, der seine gesamte Karriere beim EC Deilinghofen verbrachte.

## Karriere
Herbert Prinz bildete im ersten Jahrzehnt des EC Deilinghofen gemeinsam mit Ekke Lindermann und Gerd Schulte das Torwart-Gespann. Erstmals gehörte er in der Saison 1963/64 zur ersten Mannschaft, mit der er 1965 in die zweitklassige Oberliga aufstieg und im Jahr 1969 die Westdeutsche Meisterschaft gewann. Nachdem Schulte und Lindermann ihre Karrieren beendet hatten, wechselte sich Prinz im Tor mit Jacques Larocque und später mit Timo Nurminen ab. Nach dem Aufstieg war er in der Saison 1977/78 der Ersatzmann von Rainer Makatsch in der Bundesliga. Nach einer vierjährigen Pause kehrte er zur Spielzeit 1982/83 zum ECD zurück, bevor er seine Karriere endgültig beendete. Insgesamt absolvierte Prinz 411 Pflichtspiele für den ECD, mehr als jeder andere Torwart in der Vereinsgeschichte.

## Erfolge und Auszeichnungen
- 1965 Aufstieg in die Oberliga mit dem EC Deilinghofen
- 1969 Westdeutscher Meister mit dem EC Deilinghofen
- 1977 Aufstieg in die Bundesliga mit dem EC Deilinghofen